# Galaso
Il Galaso (anche: Gàlaso) è un torrente della Puglia in Provincia di Taranto che nasce dal lago Bianco, in agro del Comune di Ginosa, in contrada Fattizzone, raccoglie e affiora ai piedi della Murgia dove lo zoccolo carsico si abbassa per scendere verso il mare. Dopo un percorso lungo 4 km, incontra il porto-canale Galaso e sfocia nel Golfo di Taranto nei pressi della frazione di Ginosa Marina. 
Il torrente ha una piena irregolare, infatti ridotto a un rigagnolo durante il periodo estivo, con le piogge può gonfiarsi e portare delle piene rovinose, come quella del 1º e 2 marzo 2011.